# Strymon oreala
Strymon oreala is een vlinder uit de familie van de Lycaenidae. De wetenschappelijke naam van de soort werd als Thecla oreala in 1868 gepubliceerd door William Chapman Hewitson.